# Гргуровце
Гргуровце (серб. Гргуровце) — населённый пункт в общине Лебане Ябланичского округа Сербии.

## Климат
Климат характеризуется как умеренный морской с тёплым летом и равномерным увлажнением в течение года (Cfb в классификации климатов Кёппена). Среднегодовая температура воздуха составляет 11 °C. Средняя температура самого холодного месяца (января) составляет 0 °С, самого жаркого месяца (августа) — 20,8 °С. Расчётная многолетняя норма атмосферных осадков — 592 мм. Наибольшее количество осадков выпадает в мае (68 мм).

## Население
Согласно переписи населения 2002 года, в селе проживало 420 человек (418 сербов и 2 цыган).
| Численность населения | Численность населения | Численность населения | Численность населения | Численность населения | Численность населения | Численность населения | Численность населения |
| 1948                  | 1953                  | 1961                  | 1971                  | 1981                  | 1991                  | 2002                  | 2011                  |
| --------------------- | --------------------- | --------------------- | --------------------- | --------------------- | --------------------- | --------------------- | --------------------- |
| 1010                  | 1077                  | 920                   | 823                   | 645                   | 538                   | 420                   | 331                   |

## Религия
Согласно церковно-административному делению Сербской православной церкви, село относится к Первому лебанскому приходу Ябланичского архиерейского наместничества Нишской епархии. В селе расположен храм Успения Пресвятой Богородицы, заложенный в 1925 году, но недостроенный.